# Bell Zygmunt
Bell Zygmunt är en kulle i Antarktis. Den ligger i Sydshetlandsöarna. Argentina, Chile och Storbritannien gör anspråk på området. Toppen på Bell Zygmunt är 300 meter över havet, eller 75 meter över den omgivande terrängen. Bredden vid basen är 1,8 km.
Terrängen runt Bell Zygmunt är huvudsakligen kuperad, men söderut är den platt. Havet är nära Bell Zygmunt åt sydväst. Trakten är glest befolkad. Närmaste befolkade plats är Commandante Ferraz Station, 3,9 kilometer norr om Bell Zygmunt. 